# Otto Meier (Keramiker)

Marken von Otto Meier

Keramiken von Otto Meier

Otto Meier (* 18. Dezember 1903 in Dortmund; † 1. Juni 1996 in Worpswede) war ein deutscher Keramiker.
Otto Meier, der stille Meister des 20. Jahrhunderts, gilt vielen Keramikern auch heute noch als ein Vorbild. Seine Arbeiten sind in wichtigen öffentlichen und privaten Sammlungen vertreten.

## Leben
Seit 1924 studierte Otto Meier Architektur und Bildhauerei an der Kunstgewerbeschule in Dortmund. Ein Besuch bei Bernhard Hoetger in Worpswede 1925 brachte ihn zur Keramik. In der Werkstatt Hoetgers begann er eine Lehre unter Willi Ohler, der die Hoetgerschen Kunsthütten drei Monate nach Ausbildungsbeginn verließ.
Meier bildete sich autodidaktisch weiter und übernahm die Keramikwerkstatt in Hoetgers Kunsthütten. 1926 fertigte er die von Hoetger entworfenen Sieben Faulen für die Bremer Böttcherstraße an. 1927 übernahm er die Töpferwerkstatt in der Böttcherstraße, wo er bis 1939 tätig war, mitunter aber immer noch bei Hoetger in Worpswede arbeitete.
Der Bremer Unternehmer und Kunstmäzen Ludwig Roselius finanzierte ihm einen dreisemestrigen Aufenthalt an der Keramischen Fachschule Bunzlau (1929/1930), wo er bei Eduard Berdel Glasurtechnik studierte.
1939 bis 1945 nahm Otto Meier als Soldat am Krieg teil. Da er bei seiner Rückkehr die Werkstatt in der Böttcherstraße zerstört fand, baute er sich 1945 eine neue Werkstatt in Worpswede auf, wo er bis zu seinem Lebensende arbeitete. 1950 heiratete er die Worpsweder Gobelin-Weberin Gisela Harwart. 1988 bis 1995 war er Mitglied der Künstlervereinigung Deutsche Keramiker – Gruppe 83.

## Werk
Seine frühen, eigenwilligen Werke – oft Arbeiten nach Entwürfen Bernhard Hoetgers – sind noch nicht glasiert, sondern lediglich mit Engobe bemalt und in einer Art Sgraffitotechnik überarbeitet. Formen und Motive waren einerseits von Hoetgers Vorliebe für lateinamerikanische Keramik und andererseits konstruktivistisch geprägt, in der damaligen Keramik eine ganz neuartige Erscheinung. Nach seiner Studienzeit in Bunzlau vereinfacht Meier seine Gefäßformen radikal. Hauptmotiv wird die freigedrehte Unikat-Vase mit engem Hals. Sein Interesse gilt nun mehr den ständig weiterentwickelten Oberflächentechniken. Die meist matten Glasuren zeigen eine unendliche Vielfalt von Farbnuancen und Strukturen. Waren Otto Meiers frühe Arbeiten aus hochgebrannter Irdenware und seit 1958 aus Steinzeug, arbeitete er ab 1978 auch in Porzellan. Neben den gedrehten Gefäßen entstanden kraftvolle Objekte von skulpturaler Qualität.

## Auszeichnungen
- 1964: Niedersächsischer Staatspreis für das gestaltende Handwerk, Hannover
- 1982: Westerwaldpreis für das freigedrehte keramische Gefäß, Höhr-Grenzhausen
- 1986: Auguste-Papendieck-Preis, Bremen
- 1988: Mitglied der Académie Internationale de la Céramique in Genf
- 1988: Ehrenpreis Deutsche Keramik, Höhr-Grenzhausen